# 全美超級模特兒新秀大賽 (第七季)
全美超级模特儿新秀大赛第七季，是美國真人秀全美超級模特兒新秀大賽（超級名模生死鬥）的第七個季度。主題為GLAMOURS。第七季的開頭片段等等已經不再沿用四至六季的主題。更由UPN改為美國全新電視台The CW播映。美國經已在9月20日首播。香港無線電視明珠台將在11月5日首播。
今季獎品包括：Elite模特兒經紀合約、Seventeen Magazine封面及拉頁時裝照、十萬美元Covergirl(封面女郎)的化妝品合約。
冠軍已在美國時間十二月六日晚上九時誕生。新一季超模冠軍是CariDee English 嘉莉迪·格蘭絲。

## 參賽者
- 按淘汰序
- 香港譯名為明珠台譯名，台灣譯名為Channel[V]譯名。

| 參賽者              | 參賽歲數 | 香港譯名 | 台灣譯名 |
| ------------------- | -------- | -------- | -------- |
| Christian Evans     | 19歲     | 姬絲廷   | 克莉絲汀 |
| Megan Morris        | 22歲     | 美瑾     | 玫根     |
| Monique Calhoun     | 19歲     | 夢妮     | 夢妮     |
| Megg Morales        | 18歲     | 美琪     | 梅格     |
| A.J.Stewart         | 20歲     | 雅紫     | A.J.     |
| Brooke Miller       | 18歲     | 寶琪     | 布魯克   |
| Anchal Joseph       | 19歲     | 安祖     | 安秋     |
| Jaeda Young         | 18歲     | 芝黛     | 潔妲     |
| Michelle Babin      | 18歲     | 美雪     | 蜜雪兒   |
| Amanda Babin        | 18歲     | 雅雯     | 艾曼達   |
| Eugena Washington   | 21歲     | 尤真     | 尤珍娜   |
| Melrose Bickerstaff | 23歲     | 梅露絲   | 梅兒蘿絲 |
| CariDee English     | 21歲     | 嘉莉迪   | 嘉莉迪   |

## 每集內容

### 劃分地盤的女孩
- 標題：劃分地盤的女孩[1]
- 首播：2006年9月20日
- 包尾：姬絲廷 / 梅露絲
- 淘汰：姬絲廷

33位準超模雲集洛杉磯參與第七季的超模比賽，泰雅和雙杰在見過33位準超模後，只有21位能夠繼續比賽。眾女在髮廊裝扮後，到酒店天台，杰宣佈她們要拍攝一張全裸照，當中一些女孩對拍攝裸照感到十分的抗拒。經過泰雅和雙杰的決定後，選出13位入圍的參賽者繼續比賽。
13位參賽者選定後，眾女要穿上男裝進行搖滾的走步挑戰，最後梅露絲勝出，可以在拍攝時得到名模的待遇，除有私人助手外，還可以享用按摩。女孩搬入洛杉磯的大屋，她們發現屋內但只有十一張床，夢妮和姬絲廷要睡沙發。
但是不甘心的夢妮為了不想睡沙發，她搶了尤真的床，並淋濕尤真的床。到了拍照環節，發瘋似的泰雅出現，向各人展示天后模特兒的本色，各人要扮演史上最爭議的題目—負面的模特兒，各人分別扮演：雅紫-肉體交換工作的模特兒、雅雯-厭食症模特兒、安祖-自戀模特兒、寶琪-暗箭傷人的模特兒、嘉莉迪-無知金髮女、姬絲廷-轉行為女演員的模特兒、尤真-黑人變白人的模特兒、芝黛-整容模特兒、美瑾-大牌模特兒、美琪-濫藥模特兒、梅露絲-沒一萬薪金不願下床的模特兒、美雪-暴食症模特兒、夢妮-擲電話的模特兒。
梅露絲拍攝時因為只顧享受按摩要補妝而遲到拍攝照片，而且在拍攝時表現只是平平，令她感到十分氣餒。另一方面姬絲廷拍攝時，她的姿勢沒有一點變化。
評審環節，評判不滿梅露絲的她的態度，還有她在拍攝時遲到，故和姿勢單一的姬絲廷包尾，最後姬絲廷因為沒有潛質而被淘汰。

### 討厭新髮型的女孩
- 標題：討厭新髮型的女孩[2]
- 首播：2006年9月27日
- 包尾：美瑾 / 芝黛
- 淘汰：美瑾

進行了一次淘汰，眾女來到髮廊進行大改造，芝黛討厭她的超短髮型，而夢妮也因為她的頭髮而哭泣。
本周的小挑戰中，她們要親自化妝、挑選服飾，然後和封面女郎的皇后·拉蒂花見面。最後尤真勝出了小挑戰，她能和嘉莉迪及芝黛拍攝一張封面女郎網站的照片。
回到屋中，夢妮因為用了電話三個半小時，令其他女孩感到厭惡，安祖更和她吵起上來。
拍照時，各人以不同頭髮造型拍攝大頭照，評審後芝黛因為對頭髮的不安感影響了拍照的表現，和迷失自我的美瑾包尾，最後美瑾被淘汰。

### 去了德州的女孩
- 標題：去了德州的女孩[3]
- 首播：2006年10月4日
- 包尾：夢妮 / 尤真
- 淘汰：夢妮

來到第三周，眾女接受天橋皇后杰伊阿歷山大的走秀訓練，她們要練習平衡。稍後，第五季的季軍碧來和女孩進行一次有關平衡的挑戰。最終雅紫勝出，和好友嘉莉蒂及美琪一同去德州進行時裝展。拍照環節，眾女要在水上天橋拍攝一張神氣的照片，雅紫淡定自如；可是尤真卻不慎跌在水中。淘汰環節，因為生病而拒拍照片的夢妮，因為之前的表現不足以留下，被淘汰出局。

### 加入馬戲團的女孩
- 標題：加入馬戲團的女孩[4]
- 首播：2006年10月11日
- 包尾：美琪 / 芝黛
- 淘汰：美琪

眾女來到這周，接受了一次擺姿勢的挑戰，尤真勝出而且得到名貴的珠寶。在屋中，梅露絲暗地和女孩們批評安祖的身型，當時人聽到後傷心落淚，幸得雅紫安慰。這周她們要拍一張怪奇馬戲團的照片，雅紫的食人魔照片空前成功，而嘉莉迪和尤真等的照片也令人驚嘆。最後美琪因為不能代入角色而被淘汰。

### 惡搞Ashton的女孩
- 標題：惡搞Ashton的女孩[5]
- 首播：2006年10月18日
- 包尾：雅紫 / 芝黛
- 淘汰：雅紫

雅紫因為美琪的離開而傷心。她們在這周學懂了作為模特兒，要練習談吐。更為前任評判作了專訪，最後梅露絲勝出小比賽。照片環節大家要扮演名星情人。美雪在家中向大家表露不清楚自己的性傾向，感到困擾，而且和媽媽電話中告白。最後，雅紫因為美琪的離開而失去原動力比賽，放棄了幾次挑戰，評判感到她沒有爭取冠軍的決心，雖然她過往有不少出色照片，但她拍得最好的不過是一些比較負面的照片，完全不夠時尚。最後決定把她擯出局。

### 畢業的女孩
- 標題：畢業的女孩[6]
- 首播：2006年10月25日
- 包尾：寶琪 / 尤真
- 淘汰：寶琪

泰雅又來為參賽者們拍照了，這次她們要拍一張性感、嚇人的黑白大頭照。之後眾女向狄黛取經，學習如何性感地擺姿勢。稍後，梅露絲又再次勝出小比賽。和雙生兒、寶琪一同為Seventeen Magazine拍照片。第二次拍照，眾女和法比奧拍攝一張以浪漫小說封面為題的照片，最後評判認為寶琪不似模特兒，把她送出局，淘汰當日正為寶琪的畢業典禮。

### 得到寶貴經驗的女孩
- 標題：得到寶貴經驗的女孩[7]
- 首播：2006年11月1日

回顧。

### 刮破車子的女孩
- 標題：刮破車子的女孩[8]
- 首播：2006年11月8日
- 包尾：安祖 / 美雪
- 淘汰：安祖

餘下七名美人，她們先來個排球比賽，從中學習模特兒的動作。之後她們進行自拍的小比賽，美雪勝出，但獎品被梅露絲獨吞。拍照時間來了！她們要在太空無重的情況下拍照。淘汰環節，安祖因為一直缺乏自信而被淘汰。

### 感到挫敗感到挫敗女孩
- 標題：感到挫敗感到挫敗女孩[9]
- 首播：2006年11月15日
- 包尾：芝黛 / 嘉莉迪
- 淘汰：芝黛

六強已產生，當成功模特兒才不免會為商品拍攝廣告，所以今集眾女要學習演技，嘉莉迪出色的演技令演戲導師另眼相看，選嘉莉迪勝出小比賽，而且為CW的電視劇客串一角。泰雅宣佈她們要到西班牙繼續比賽！大家開心不已，到涉後，大家會見將會合作男模特兒，芝黛的拍檔種類岐視，不喜歡黑人。之後她們要用西班牙語拍攝Secret 止汗劑的廣告，評審環節，雅雯和尤真不滿梅露絲，齊齊責備梅露絲。最後四次包尾的芝黛終於出局。

### 口不擇言的女孩
- 標題：口不擇言的女孩[10]
- 首播：2006年11月22日
- 包尾：美雪 / 雅雯
- 淘汰：美雪

餘下五位女郎要在異鄉進行見客，雙生兒迷路。最後梅露絲勝出。拍照環節，五女要和鬥牛拍攝一張鬥牛勇士的照片，由評判之一的尼祖拍攝，嘉莉迪失言頂撞尼祖。而雅雯拍照處處遇到困難。眾女在評審時要指出誰最大機會成為冠軍和最少潛質的人。最後是雙生兒兩人一同進入包尾，評判認為美雪沒有自信，而且她向評判告白自己不是最有潛質做冠軍的人，使美雪就在這裡止步。

### 受了刺激的女孩
- 標題：受了刺激的女孩[11]
- 首播：2006年11月29日
- 包尾：雅雯 / 嘉莉迪
- 淘汰：雅雯

四強產生了，四女要學習西班牙舞蹈，有舞蹈根底的尤真勝出了小比賽。之後四女要分組拍攝照片，尤真與梅露絲拍攝、雅雯與嘉莉迪拍攝。她們要在極冷的水上拍攝照片，有低溫症的嘉莉迪遇到困難。評審過後，雅雯和嘉莉迪兩人包尾，雅雯因欠缺嘉莉迪的那顆爭勝心而被淘汰。

### 成為美國新一代超模的女孩
- 標題：成為美國新一代超模的女孩[12]
- 首播：2006年12月6日
- 三強包尾：尤真 / 梅露絲
- 三強淘汰：尤真
- 二強：嘉莉迪 / 梅露絲
- 勝出者：嘉莉迪

來到第七季最後一集，本週將決定誰是本屆的模特兒新秀，尤真、梅露絲、嘉莉迪三人首先要為封面女郎拍攝電視廣告和硬照，嘉莉迪率先出線。尤真、梅露絲進入倒數二人，經過評審的表決，尤真三強止步。梅露絲與嘉莉迪進行西班牙時裝秀的對決，這次時裝秀稱為"地獄新娘"，梅露絲表現的相當好，臺步穩健，反倒是嘉莉迪出了一點小錯誤，誰將是這屆的模特兒新秀?!評審時，雖然嘉莉迪走秀表現不是怎麼好，不過在每週照片上可以看出她多元化的表現，反倒是梅露絲雖然走秀臺步令評審格外稱讚，但每週拍攝並沒有嘉莉迪來的好，到底是要選擇一個多元化的女孩嘉莉迪還是選擇臺步女王梅露絲？泰雅宣佈… 全…美…超…模…新…秀…冠…軍 ……嘉莉迪·格蘭絲 CariDee English。嘉莉迪將是歷屆以來首位的金髮白人冠軍。

## 詳細資料

### 入圍次序
| 1  | Melrose   | Michelle  | Melrose  | A.J.     | CariDee  | Brooke   | Amanda   | CariDee  | Melrose  | Eugena   | Melrose | CariDee | CariDee |  |  |  |
| 2  | Jaeda     | CariDee   | Anchal   | Jaeda    | Eugena   | Melrose  | CariDee  | Melrose  | Eugena   | Melrose  | Eugena  | Melrose | Melrose |  |  |  |
| 3  | Michelle  | A.J.      | Amanda   | Brooke   | A.J.     | Amanda   | Anchal   | Jaeda    | Amanda   | CariDee  | CariDee | Eugena  |         |  |  |  |
| 4  | Eugena    | Megan     | Michelle | Anchal   | Melrose  | CariDee  | Melrose  | Amanda   | Michelle | Amanda   | Amanda  |         |         |  |  |  |
| 5  | Brooke    | Anchal    | A.J.     | Michelle | Michelle | Michelle | Jaeda    | Eugena   | CariDee  | Michelle |         |         |         |  |  |  |
| 6  | Anchal    | Megg      | CariDee  | Melrose  | Anchal   | Eugena   | Michelle | Michelle | Jaeda    |          |         |         |         |  |  |  |
| 7  | A.J.      | Monique   | Brooke   | Megg     | Amanda   | Anchal   | Eugena   | Anchal   |          |          |         |         |         |  |  |  |
| 8  | Christian | Amanda    | Eugena   | Amanda   | Brooke   | Jaeda    | Brooke   |          |          |          |         |         |         |  |  |  |
| 9  | Megg      | Jaeda     | Megg     | CariDee  | Jaeda    | A.J.     |          |          |          |          |         |         |         |  |  |  |
| 10 | Megan     | Eugena    | Monique  | Eugena   | Megg     |          |          |          |          |          |         |         |         |  |  |  |
| 11 | CariDee   | Brooke    | Jaeda    | Monique  |          |          |          |          |          |          |         |         |         |  |  |  |
| 12 | Amanda    | Melrose   | Megan    |          |          |          |          |          |          |          |         |         |         |  |  |  |
| 13 | Monique   | Christian |          |          |          |          |          |          |          |          |         |         |         |  |  |  |

     勝出挑戰
     被淘汰
     沒有拍照而又淘汰
     本週封面女郎
     同一集勝出小比賽及成為本週封面女郎
     成為本週封面女郎及被淘汰
     勝出比賽

### 本周封面女郎
- 第一周：安祖
- 第二周：安祖
- 第三周：雅紫
- 第四周：雅紫
- 第五周：嘉莉迪
- 第六周：嘉莉迪
- 第七周：嘉莉迪
- 第八周：嘉莉迪
- 第九周：嘉莉迪

### 評審
- 泰雅·賓絲
- 徐姿
- 尼祖·百克
- 伊·亞歷山大

### 比賽地點
- 洛杉磯 , 美國

### 出國地點
- 巴塞隆納, 西班牙

### 大變身
- 雅紫 - 琳達·伊凡吉莉絲塔的短髮
- 雅雯 - 染成紅髮 燙直
- 安祖 - 剪短並把髮線提高
- 寶琪 - 染朱古力色
- 嘉莉迪 - 駁髮
- 尤真 - 駁髮
- 芝黛 - 荷爾芭莉短髮
- 美瑾 - 染成白金髮
- 美琪 - 長波浪髮
- 梅露絲 - 染成金髮
- 美雪 - 染成橘紅色 燙捲
- 夢妮 - 駁髮

### 拍攝主題
- 第一週：全裸照
- 第二週：負面模特兒
- 第三週：髮型大戰
- 第四週：水上飄
- 第五週：奇異馬戲團
- 第六週：名人情侶
- 第七週：浪漫小說封面 / 恐怖性感黑白照
- 第八週：CoverGirl太空特攝
- 第九週：Secret止汗劑西班牙廣告
- 第十週：鬥牛勇士
- 第十一週：浮水美人
- 第十二週：Covergirl 唇膏廣告/

### 特別篇
- 第一集：預賽(Pre-show)、第二階段入圍的二十一位參賽者要拍攝一輯天台裸照作遴選
- 第八集：前回重溫

### 附錄
- Amanda Babin（雅雯）和Michelle Babin（美雪）是比賽史上首對孿生姊妹。
- Melrose Bickerstaff（梅露絲）為七季中最大的參賽者
- 這季有四名參賽者利用暱稱來參加比賽：「Alexandra Jayne Stewart」（雅紫）利用「A.J.」作參賽名稱，Melissa Rose Bickerstaff （梅露絲）利用「Melrose」作參賽名稱，「Cari English」（嘉莉迪）利用「Cari Dee」作參賽名稱，「Megan Morales」（美琪）利用「Megg」作參賽名稱。
- Monique Calhoun（夢妮）於第三週沒有拍攝水上飄相片，被淘汰
- Brooke Miller（寶琪）淘汰當日是她的畢業禮。
- Jaeda Young（芝黛）四次進入最差二人，最後在第十集被淘汰。

## 外部連結
- 官方網站
- 宣傳片段（页面存档备份，存于）